# SOBR
SOBR (en ruso: Специальный Отряд Быстрого Реагирования), (transliterado: Spetsialny otriad býstrogo reaguírovania) (СОБР), (en español: Escuadrón Especial de Respuesta Rápida). En 2016, la unidad fue absorbida por la Guardia Nacional de Rusia Rosgvárdia, un cuerpo policial de Gendarmería independiente de las Fuerzas Armadas de Rusia, que tiene como principal objetivo la prevención del delito, la dirección de las operaciones especiales, la protección de los objetivos sensibles y el control del orden público. 
Los miembros del SOBR, pueden compararse con las fuerzas especiales SWAT de los Estados Unidos, hay unidades como el SOBR en muchos estados postsoviéticos, y en las naciones de la  Organización del Tratado de Seguridad Colectiva, en estados como Bielorrusia y Kirguistán.

## Misión
La misión oficial de esta unidad especial, que está bajo el control de la Guardia Nacional de Rusia y del Ministerio del Interior de Rusia, consiste principalmente en la lucha contra el crimen organizado, sin embargo, se ha utilizado con éxito en operaciones antiterroristas. 

## Equipamiento
Los operadores de la unidad están equipados como sus colegas de la unidad OMON, ya que a menudo operan en condiciones difíciles.